# Woodland Park (Colorado)
Woodland Park è un centro abitato (city) degli Stati Uniti d'America, situato nella contea di Teller dello Stato del Colorado. Nel censimento del 2000 la popolazione era di 6.515 abitanti.

## Geografia fisica
Secondo i rilevamenti dell'United States Census Bureau, Woodland Park si estende su una superficie di 14,7 km².